# Feroz Khan
Feroz Khan (Bangalore, 25 settembre 1939 – Bangalore, 26 aprile 2009) è stato un attore, montatore, produttore cinematografico e regista indiano.
È noto anche con i nomi di Firoz Khan e Feroze Khan ed è uno degli uomini più famosi di Bollywood.
Nel 1965 si è sposato con Sundari, ma dopo venti anni di matrimonio ha divorziato; è il padre di Fardeen Khan; ha tre fratelli, di cui il più famoso è Sanjay Khan; tra i suoi nipoti c'è anche Zayed Khan.
La sua filmografia come attore è sterminata e ha recitato anche in film occidentali, come Tarzan in India.
Nel 1975 produsse, diresse e interpretò Dharmatma, ispirato a Il padrino.
Durante la sua lunga carriera ha ricevuto numerosi premi.

## Filmografia

### Attore
- Ham Sab Chor Hain, regia di I.S. Johar (1956)
- Bade Sarkar, regia di Kishore Sahu (1957)
- Zamana, regia di Aravind Sen (1957)
- Didi, regia di K. Narayan Kale (1959)
- Ghar Ki Laj, regia di V.M. Vyas (1960)
- Mr. India, regia di G.P. Sippy (1961)
- Private Detective, regia di A. Shamsheer (1962)
- Tarzan in India (Tarzan Goes to India), regia di John Guillermin (1962)
- Reporter Raju, regia di Dwarka Khosla (1962)
- Main Shadi Karne Chala, regia di Roop K. Shorey (1962)
- Char Dervesh, regia di Homi Wadia (1964)
- Suhagan, regia di K.S. Gopalakrishnan (1964)
- Bahurani, regia di T. Prakash Rao (1964)
- Samson, regia di Nanabhai Bhatt (1964)
- Arzoo, regia di Ramanand Sagar (1965)
- Oonche Log, regia di Phani Majumdar (1965)
- Teesra Kaun, regia di Mohammed Hussain (1965)
- Ek Sapera Ek Lutera, regia di Naresh Kumar (1965)
- Tasveer, regia di J.B.H. Wadia (1966)
- Sau Saal Baad, regia di B.K. Dubey (1966)
- Main Wohi Hoon, regia di A. Shamsheer (1966)
- Raat Andheri Thi, regia di Shiv Kumar (1967)
- Aurat, regia di S.S. Balan e S.S. Vasan (1967)
- Woh Koi Aur Hoga, regia di A. Shamsheer (1967)
- Raat Aur Din, regia di Satyen Bose (1967)
- Aag, regia di Naresh Kumar (1967)
- C.I.D. 909, regia di Mohammed Hussain (1967)
- Aaja Sanam, regia di Yusuf Naqvi (1968)
- Nadir Shah, regia di S.N. Tripathi (1968)
- Anjaam, regia di Shiv Kumar (1968)
- Aadmi Aur Insaan, regia di Yash Chopra (1969)
- Anjan Hai Koyee, regia di Babubhai Mistry (1969)
- Pyasi Sham, regia di Amar Kumar (1969)
- Safar, regia di Asit Sen (1970)
- Ek Paheli, regia di Naresh Kumar (1971)
- Upaasna, regia di Mohan J. Bijlani (1971)
- Mela, regia di Prakash Mehra (1971)
- Apradh, regia di Feroz Khan (1972)
- Kashmakash, regia di Feroz Chinoy (1973)
- Bhagat Dhanna Jatt, regia di Chandrakant (1974)
- Kisan Aur Bhagwan, regia di Chandrakant (1974)
- Khote Sikkay, regia di Narendra Bedi (1974)
- Geetaa Mera Naam, regia di Sadhana Shivdasani (1974)
- Anjaan Raahen, regia di Mohan J. Bijlani (1974)
- International Crook, regia di Pachhi (1974)
- Dharmatma, regia di Feroz Khan (1975)
- Kaala Sona, regia di Ravikant Nagaich (1975)
- Rani Aur Lalpari, regia di Ravikant Nagaich (1975)
- Nagin, regia di Rajkumar Kohli (1976)
- Shankar Shambhu, regia di Chand (1976)
- Sharafat Chhod Di Main Ne, regia di Jagdev Bhambri (1976)
- Kabeela, regia di Bolu Khosla (1976)
- Jadu Tona, regia di Ravikant Nagaich (1977)
- Darinda, regia di Kaushal Bharati (1977)
- Chunaoti, regia di Satpal (1980)
- Qurbani, regia di Feroz Khan (1980)
- Lahu Pukarega, regia di Akhtar-Ul-Iman (1980)
- Khoon Aur Paani, regia di Chand (1981)
- Kachche Heere, regia di Narendra Bedi (1982)
- Janbaaz, regia di Feroz Khan (1986)
- Dayavan, regia di Feroz Khan (1988)
- Do Waqt Ki Roti, regia di Satpal (1988)
- Meet Mere Man Ke, regia di Mehul Kumar (1991)
- Yalgaar, regia di Feroz Khan (1992)
- Prem Aggan, regia di Feroz Khan (1998) - non accreditato
- Janasheen, regia di Feroz Khan (2003)
- Ek Khiladi Ek Haseena, regia di Suparn Varma (2005)
- Welcome, regia di Anees Bazmee (2007)
- Om Shanti Om, regia di Farah Khan (2007) - comparsa speciale nella parte di se stesso